# Musto Skiff

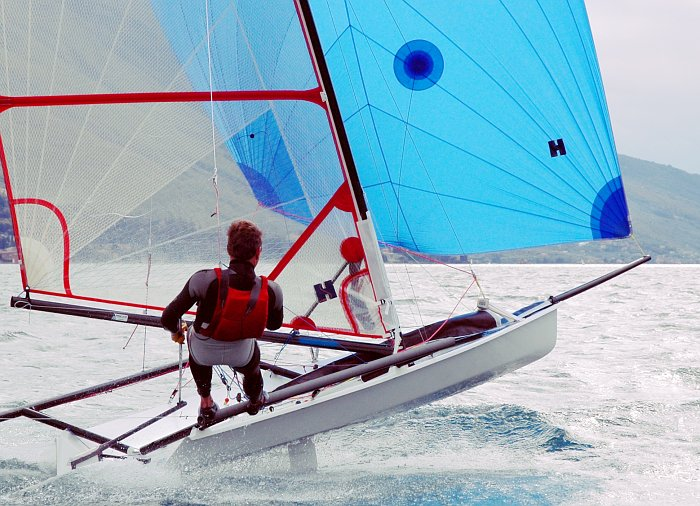
Musto Skiff auf dem Gardasee

Das Musto Skiff ist ein Einhand-Segelskiff mit einer Länge von 4,55 m. Es ist durch ein Trapez, ein Gennaker, Flügel und geringes Gewicht ausgezeichnet. Es kann Geschwindigkeiten von über 20 Knoten erreichen, was es zu einem der schnellsten Einhand-Segelboote macht.

## Entwicklung
Es wurde für die olympischen Klassenversuchsläufe 2000 in Quiberon von dem ehemaligen Contender-Europameister (1976) Joachim Harpprecht entworfen, wo es jedes Rennen im Einhand-Dingi Wettbewerb gewann. Seitdem ist diese Art von Skiff – mittlerweile Internationale Einheitsklasse – hauptsächlich in Europa verbreitet. 2004 haben Teilnehmer aus sieben Nationen in Regatten mit diesem Bootstyp teilgenommen. 2007 wurden die ersten ISAF-anerkannten Weltmeisterschaften mit 86 Teilnehmern aus 12 Nationen ausgetragen.
Es ist ein anspruchsvolles Boot für erfahrene Dingisegler. Als dieses Konzept eines Einhand-Skiff entworfen wurde, war es das erste Mal und traf darum auf Skepsis, ähnlich der anfänglichen Reaktion auf Einführung der 49er 1996. Seitdem wurden weitere Einhand-Skiff-Arten wie beispielsweise die RS700 entwickelt. Das Musto Skiff hat sich aber gegenüber dem RS700 in Europa durchgesetzt, was man in der steigenden Anzahl von Klassenregatten sehen kann. Dadurch hat sich diese Art Boot dem Mainstream-Dingisegeln angenähert.

## Rumpf
Der Knickspant-Rumpf ist schmal und flach (Skiff). Die Beams lassen sich für den Transport einfach entfernen. Der Rumpf besteht aus GFK und wiegt 44 kg. Aufgrund der soliden Verarbeitung ist der Rumpf stabil und widerstandsfähig, wodurch auch ältere Boote konkurrenzfähig bleiben und der Bootswert stabil bleibt.

## Die Segel
Beim Musto Skiff sind im Gegensatz zu manch anderen Einhand-Skiffs die Segel durchgelattet, was die Lebensdauer erhöht und einen auf das Gewicht und Können des Seglers angepassten Segeltrimm ermöglicht, da die Profiltiefe variiert werden kann.
Nach langer Erprobungsphase haben die Klassenvereinigungs-Mitglieder Anfang 2023 entschieden, ein neues "Square Top" Großsegel-Design einzuführen. Das Segel soll das optische Erscheinungsbild des Bootes modernisieren, und verspricht zudem einfacheres Handling in böigen Bedingungen.
Zudem wurde entschieden, die Erprobung eines verkleinerten Großsegels zu beginnen. Das Segel soll es leichteren und jüngeren Seglern ermöglichen, das Musto Skiff zu segeln.